# Herb Tallinna
Herb Tallinna występuje w dwóch odmianach, wielkiej i małej.

## Herb wielki Tallinna

Herb wielki Tallinna

Przedstawia trzy błękitne, koronowane złotymi koronami, lwy (lamparty), zwrócone w stronę prawą (heraldycznie), które są umieszczone w słup, jeden nad drugim na tarczy koloru złotego. Nad tarczą znajduje się koronowany srebrny hełm turniejowy, z labrami złoto-błękitnymi. W klejnocie postać kobiety w czerwonej sukni i koronie ze skrzyżowanymi rękami. Jest to duńska królowa Małgorzata.
Znajdujące się na tarczy trzy lwy są jednym z najstarszych symboli w Estonii, używany jest od XIII wieku. Pochodzą z herbu króla duńskiego Waldemara II.

## Herb mały Tallinna

Herb mały Tallinna

Herb mały przedstawia srebrny krzyż łaciński umieszczony na tarczy herbowej koloru ciemnoczerwonego.
Swoje herby posiadają też dzielnice Tallinna.